# Penney Finkelman Cox
Penney Finkelman Cox est une productrice américaine née à Havertown (Pennsylvanie) en 1951.

## Filmographie
- 1983 : Tendres Passions (Terms of Endearment)
- 1987 : Broadcast News
- 1989 : Chérie, j'ai rétréci les gosses (Honey, I Shrunk the Kids)
- 1990 : Welcome Home, Roxy Carmichael
- 1991 : Un privé en escarpins (V.I. Warshawski)
- 1994 : La Petite Star (I'll Do Anything)
- 1997 : Si on s'aimait[réf. souhaitée] ('Til There Was You)
- 1998 : Fourmiz (Antz)
- 1998 : Le Prince d'Égypte (The Prince of Egypt)
- 2000 : Joseph: King of Dreams (vidéo)
- 2001 : Shrek
- 2006 : Des serpents dans l'avion (Snakes on a Plane)